# مدرسه و مسجد شیخ عبدالحسین
مدرسه و مسجد شیخ عبدالحسین مربوط به سدهٔ ۱۳ ه.ق است و در تهران، خیابان خیام، بازار پاچنار واقع شده و این اثر در تاریخ ۱۱ بهمن ۱۳۳۴ با شمارهٔ ثبت ۴۱۳ به‌عنوان یکی از آثار ملی ایران به ثبت رسیده است.
از مدرسان و وعاظ سرشناس این مدرسه و مسجد آیت‌الله سید حسین میرپور طهرانی بوده است.